# Microsoft Expression
Microsoft Expression Studio är ett programpaket för vektorbaserad grafik från Microsoft. Paketet ska främst konkurrera med Adobes där bland annat Flash, Dreamweaver och Photoshop ingår. Expression annonserades av Microsoft för första gången 16 september 2005 i Professional Developers Conference, Los Angeles. Den andra versionen släpptes 1 maj 2008.
Den 22 juli 2009 lanserades den tredje versionen som innehåller följande produkter:
- Microsoft Expression Blend
- Microsoft Expression Design
- Microsoft Expression Web
- Microsoft Expression Encoder